# Yaukuvelailai Island
Yaukuvelailai Island är en ö i Fiji. Den ligger i den sydöstra delen av landet, 80 km söder om huvudstaden Suva.